# Теория самонесоответствия
Теория самонесоответствия — теория, разработанная американским психологом Э. Тори Хиггинсом, в которой «самонесоответствие» формируется из несоответствий между актуальной самостью, идеальной самостью и должной самостью.
Хиггинс, создавая эту теорию с 1987 по 1999 год, хотел объяснить причину любой депрессии, меланхолии и тревоги. Согласно данной теории, подавленное состояние возникает из-за диссонанса между тем, чего мы хотим и что получаем. Например, если надежды и желания человека не осуществились, то он будет испытывать дискомфорт и удрученность, так как чувствует, что не справляется с реализацией своих обязанностей.
Согласно теории самонесоответствия, человек на протяжении всей жизни учится реализовывать возложенные задачи, чтобы избежать наказания и нежелательных результатов. В результате чего, данный опыт формирует абстрактные принципы, на которые человек в дальнейшем будет опираться. Но, если человек не осуществляет эти «заложенные» функции, то он чувствует себя наказанным, что и воспринимается как беспокойство или сильное возбуждение.
Хиггинс в рамках своей теории выделяет два вида когнитивного измерения репрезентаций различных состояний самости: область знаний личности о себе самой и её позиция относительно своей самости.

## Область знаний личности о самой себе
Существуют три основных вида самости:
- Актуальная — репрезентация атрибутов, которыми кто-то (сама личность или на самом деле обладает).
- Идеальная — репрезентация атрибутов, которыми кто-то в идеале хотел бы владеть (например, репрезентация чьих-то мечтаний, стремлений или желаний).
- Должная — репрезентация атрибутов, которыми кто-то должен обладать (репрезентация чувства долга и обязанностей).

## Позиция относительно своей самости
Недостаточно просто видеть отличие между различными позициями самости, если возникает необходимость в соотношении самости и аффекта. Нужно также понимать разницу в представлении о собственном состоянии, рассматривая, чья перспектива самости вовлечена.
Теория саморазрушения показывает насколько важно рассматривать две разные позиции, в которых рассматривается самость. Ориентировка на себя определяется как «точка зрения, с которой вы можете судить, и которая отражает набор установок или ценностей».
- Собственная позиция — личная точка зрения человека.
- Позиция «значимых других». Авторитет имеет кто-то другой, например, родители, братья и/или сестры, супруги или друзья. С этой точкой зрения важно то, как сам индивид воспринимает их собственную значимость с чьей-то другой точки зрения.

## Типы самонесоответствий
Когда люди уверены, что они никогда не достигнут желаемого, они чувствуют грусть или разочарование. Когда люди уверены, что что-то ужасное должно случиться, они испытывают чувства тревоги или страха. Обобщая, существуют два основных вида негативных психологических ситуаций, которые обычно ассоциируются с разными видами эмоциональных состояний. Первый, это отсутствие положительных результатов (фактических или ожидаемых), которые связаны с эмоциями, связанными с подавленным настроением (разочарование, недовольство, грусть). Второй вид — это наличие негативных результатов, которые связаны с эмоциями возбуждения (страх, раздражительность, опасность).
Теория самонесоответствия предполагает, что индивидуальные различия в типах самонесоответствия связаны с психологическими различиями негативных ситуаций, которые обладатели с большой вероятность могут испытывать.
Так, например, эмоциональный отклик на свое выступление определяется не столько качеством самого выступления, сколько его личным значением для индивида. Теория самонесоответствия предполагает, что эмоциональные эффекты от фактических/собственных атрибутов зависят от того, насколько важно обладать субъекту этими атрибутами. Значимость зависит от отношения между концепцией самости и внутренним управлением, поэтому разные типы отношений представляют различные типы негативных ситуаций:
- Актуально-собственное против идеально-собственного — неудовлетворенность, разочарование, страх неудачи. Люди думают, что их достижения не соотносятся с личными целями и нуждами. Неспособность достичь своих целей вызывает чувство разочарования в себе, что может вести стыду и к страху повторения неудач.
- Актуально-собственное против идеально-другого — стыд, унижение, страдания, злость из-за фрустрации. Это несоответствие включает в себя убежденность людей в том, что их достижения не соответствуют тем целям и/или надеждам, которые на них возложил кто-то другой. Фрустрация и неуверенность могут возникать из-за убеждения, что индивид может быть другим типом личности, которой он не является. Все это в свою очередь ведет к злобе, особенно если желания других людей воспринимаются как необоснованные.
- Актуально-собственное против должно-собственного — вина, чувство бесполезности. Это несоответствие включает в себя убежденность людей в том, что их поведение не соответствует их собственным установкам, правилам или принципам.
- Актуально-собственное против должно-другого — страх наказания, чувство угрозы, ужас. Включает в себя убежденность людей в том, что их поведение не соответствует установленным нормам и принципам. Поскольку нарушения норм и правил могут привести к санкциям, этот вид нарушения приводит к опасениям и страху наказания. А если кажется, что наказание будет слишком жестоким, к появлению паники.

## Аргументы в пользу теории
В 1997 году Тори Хиггинс вместе с группой исследователей провели эксперимент с целью подтвердить теорию самонесоответствия. В ходе эксперимента участников сначала попросили составить список тех личностных качеств, которыми им хотелось бы обладать, а затем тех, которые у них, по их мнению, должны быть. Эти качества назвали «идеальными» и «должными» стандартами. Потом люди описывали, сколькими такими качествами они обладают. А в заключение участники оценивали свои негативные эмоции по четырёхбалльной шкале.
Результаты эксперимента согласовывались с идеями теории самонесоответствия. Те, кто считал, что его идеалы не воплотились в жизнь (актуально-идеальное самонесоответствие), показали более высокий уровень депрессии; те, кого не удовлетворяло соответствие должным стандартам (актуально-должное самонесоответствие), характеризовались более высоким уровнем ажитации, то есть тревожного возбуждения.

## Проблемы теории самонесоответствия
В результате ряда исследований, были подвергнуты сомнению некоторые положения теории самонесоответствия. Например, по мнению Хиггинса, неспособность достичь целей, поставленных перед человеком кем-то другим, ведет к чувству замешательства и стыда, но не к разочарованию и депрессии. Если человек не сумел выполнить навязанные ему обязательства, у него возникает чувство недовольства и раздражения.
Однако, в результате ряда экспериментов было сделано предположение, что несоответствие любого рода ведёт к чувству вины, а актуально-идеальное и актуально-должное самонесоответствия вызывают у человека не тревогу, а депрессию.